# Ritters Park-Hotel

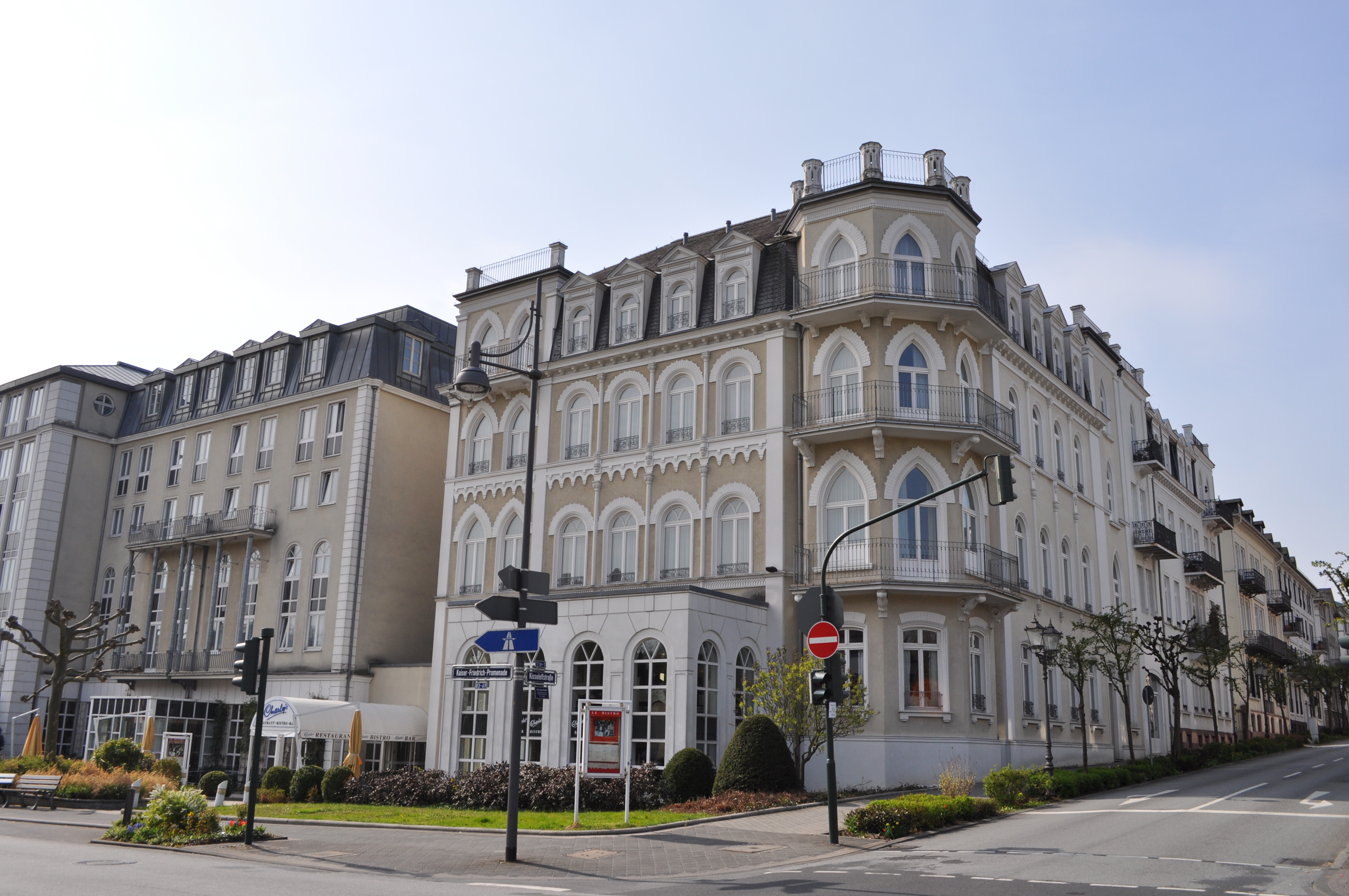
Blick auf das heutige Steigenberger Hotel

Das Ritters Park-Hotel in Bad Homburg vor der Höhe war über viele Jahre hinweg die erste Hoteladresse in der Kurstadt. Mit seinen zeitweise bis zu 260 Zimmern fiel es in die Kategorie als Spitzenhaus einer Großstadt oder eines Kurortes, die ab einer Größe von 250 Zimmern erfüllt war. Außerdem erfüllte es (bis 1914) die im „Handbuch der Architektur“ von 1885 erhobenen Forderungen an anspruchsvolle Hotels der Luxusklasse. Seinen Namen verdankte es seinem Gründer Konrad Ritter sowie der Nähe zum auf der anderen Straßenseite gelegenen Kurpark.

## Geschichte

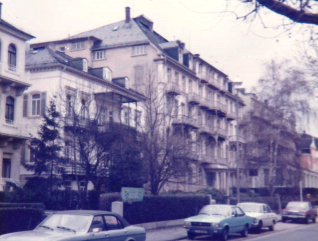
Ritters Park-Hotel im Jahr seiner Schließung 1977

Die Keimzelle des späteren Hotels bildete das Gebäude der Kaiser-Friedrich-Promenade 69, das zwischen 1854 und 1856 als Wohnhaus für Georg Deininger, den Betreiber des Kurhausrestaurants, errichtet wurde. 1883 erwarb Konrad Ritter das Haus und ließ es durch den bekannten Homburger Architekten Louis Jacobi zu einem Hotel umbauen. In den folgenden Jahren vergrößerte Ritter sein Hotel durch den sukzessiven Erwerb diverser Nachbargebäude. Zunächst ließ Ritter unmittelbar nach seinem Erwerb einen prächtigen Flügel mit Terrasse und Sälen errichten. 1891 erwarb er das unmittelbar angrenzende Gebäude Kisseleffstraße 13 (ehemaliges Hotel Anglais) und 1898 folgte die Einbindung des Gebäudes Nummer 71 an der Kaiser-Friedrich-Promenade. Die endgültige Größe des Park-Hotels wurde 1909 durch den Erwerb der benachbarten Villen mit den Nummern 73 und 75 erreicht.
Die Blütezeit des Hotels fiel in die Regierungszeit von Wilhelm II., dem letzten deutschen Kaiser, der von 1888 bis 1918 regierte und gerne in Bad Homburg verweilte. So wurden zahlreiche hochrangige und finanzkräftige Persönlichkeiten in den Kurort gelockt, von denen viele im Ritters Park-Hotel abstiegen.
Nach dem Tode des Hotelgründers Conrad Ritter (der sich jetzt mit „C“ schrieb) im Jahr 1921 übernahm sein Sohn Carl Ritter (1868–1953) die Leitung. Doch auch er konnte den allmählichen Niedergang des Hotels nicht aufhalten, den der nach dem Ersten Weltkrieg erlittene Bedeutungsverlust Bad Homburgs nach sich zog. So sah er sich gezwungen, das Hotel 1942 an das Deutsche Reich zu verkaufen. Bis zum Ende des Zweiten Weltkriegs diente es fortan als Kur- und Erholungsstätte der Waffen-SS. Nach dem Einmarsch der Amerikaner geriet es unter die Kontrolle der Besatzungsmacht, die zum 1. März 1948 die Wiedereröffnung des Hotels betrieb.
In den frühen 1950er Jahren erfolgte der Umbau des verschachtelten Hotels (was sich unter anderem aus seiner ursprünglichen Zusammensetzung aus diversen Einzelhäusern erklärte), so dass sich nach Abschluss der Baumaßnahmen die vormals auf verschiedener Ebene gelegenen Säle nunmehr alle auf gleicher Höhe befanden. Der auf diese Weise neu entstandene Festsaal bat Platz für rund tausend Personen und gehörte zu den größten Hessens.
1956 erwarb die Steigenberger Hotel Group das Hotel, dessen Name aber bis zu seiner Schließung im Jahr 1977 erhalten blieb. Erst nach seinem Abriss und Wiederaufbau erfolgte am 2. Januar 1991 die Neueröffnung unter der Bezeichnung Steigenberger Bad Homburg.

## Prominente Gäste

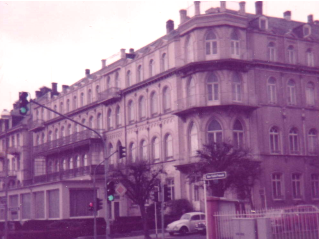
Ritters Park-Hotel, wie es aussah, als Elvis Presley dort übernachtete

Zu den frühen Gästen des Hotels zählten der damalige Prince of Wales und spätere König von Großbritannien, Eduard VII., während diverser Kuraufenthalte in Bad Homburg, und die Kaiserin von Österreich, Elisabeth von Österreich, neben zahlreichen weiteren Persönlichkeiten aus Politik, Adel und Wirtschaft.
Nach Wiederöffnung in den 1950er Jahren stiegen hier unter anderem Elvis Presley Anfang Oktober 1958 und Bhumibol Adulyadej, der König von Thailand, im Sommer 1960 ab. Weitere bekannte Gäste waren unter anderem der bereits etablierte Filmschauspieler O. W. Fischer und der noch am Beginn seiner musikalischen Laufbahn stehende Sänger und Komponist Udo Jürgens.
Die letzten berühmten Hotelgäste waren die Fußballer des FC Bayern München, die nach ihrem letzten Auswärtsspiel der Fußball-Bundesliga in der Saison 1976/77 bei Eintracht Frankfurt am 14. Mai 1977 hier die Nacht auf den 15. Mai 1977 verbrachten. Damals spielten bei den Bayern unter anderem die langjährigen Nationalspieler Sepp Maier, Franz Beckenbauer, Georg Schwarzenbeck, Uli Hoeneß, Karl-Heinz Rummenigge und Gerd Müller. Unmittelbar nach ihrer Abreise schloss das alte Ritters Park-Hotel für immer seine Pforten.